# IC 5269B
IC 5269B — галактика типу SBc () у сузір'ї Південна Риба.
Цей об'єкт міститься в оригінальній редакції індексного каталогу.
Галактика спостерігалася космічною рентгенівською обсерваторією XMM-Newton 30 квітня 2004 року. Потік рентгенівського випромінювання від галактики становить 2 фотони на квадратний метр в секунду в діапазоні енергій від 1 до 2 кеВ.